# 9013 Sansaturio
9013 Sansaturio eller 1985 PA1 är en asteroid i huvudbältet som upptäcktes den 14 augusti 1985 av den amerikanske astronomen Edward L.G. Bowell vid Anderson Mesa Station. Den är uppkallad efter matematikern Maria Eugenia Sansaturio.
Asteroiden har en diameter på ungefär 4 kilometer.